# Бернрид-ам-Штарнбергер-Зе
Бернрид-ам-Штарнбергер-Зе (нем. Bernried am Starnberger See) — община в Германии, в земле Бавария.
Подчиняется административному округу Верхняя Бавария. Входит в состав района Вайльхайм-Шонгау. Население составляет 2232 человека (на 31 декабря 2010 года). Занимает площадь 13,79 км².
Коммуна подразделяется на 2 сельских округа.